# Sent Peir de Còla
Sent Peir de Còla (en francès Saint-Pierre-de-Côle) és un municipi francès situat al departament de la Dordonya i a la regió de la Nova Aquitània.

## Demografia
| 1962                                       | 1968 | 1975 | 1982 | 1990 | 1999 | 2007 |
| ------------------------------------------ | ---- | ---- | ---- | ---- | ---- | ---- |
| 558                                        | 539  | 507  | 490  | 464  | 444  | 445  |
| Des de 1962: població sense dobles comptes |      |      |      |      |      |      |

## Administració
| Període   | Identitat              | Partit |
| --------- | ---------------------- | ------ |
| 1983-1989 | Charles Colin          |        |
| 1989-2001 | René Buis              |        |
| 2001-2008 | Jean Dubain            |        |
| 2008-     | Gérard Fleurat-Lessard |        |